# Étymologie du terme anarchie
Le terme anarchie est un dérivé du grec ἀναρχία / anarkhía. Composé du préfixe privatif an- (en grec ἄν- / án, préfixe négatif) et du radical grec ἀρχή / arkhḗ, « commencement » et « commandement, pouvoir, autorité »,,. L'étymologie du terme désigne donc, d'une manière générale, ce qui est dénué de principe directeur et d'origine. Cela se traduit par « absence de principe », « absence de règle », « absence de chef », « absence d'autorité » ou « absence de gouvernement » et surtout, « absence de commandement »,,.
Ses détracteurs assimilent l'anarchie au chaos, au désordre et à l'anomie tandis que ses partisans l'emploient dans un sens positif désignant un système où les individus sont dégagés de toute autorité. Ce dernier sens apparaît en 1840 sous la plume du théoricien socialiste Pierre-Joseph Proudhon (1809-1865).  Dans Qu'est-ce que la propriété ?, l'auteur se déclare anarchiste et précise ce qu'il entend par anarchie :  une forme de gouvernement sans maître ni souverain.

## Histoire

### Origine du mot anarchie

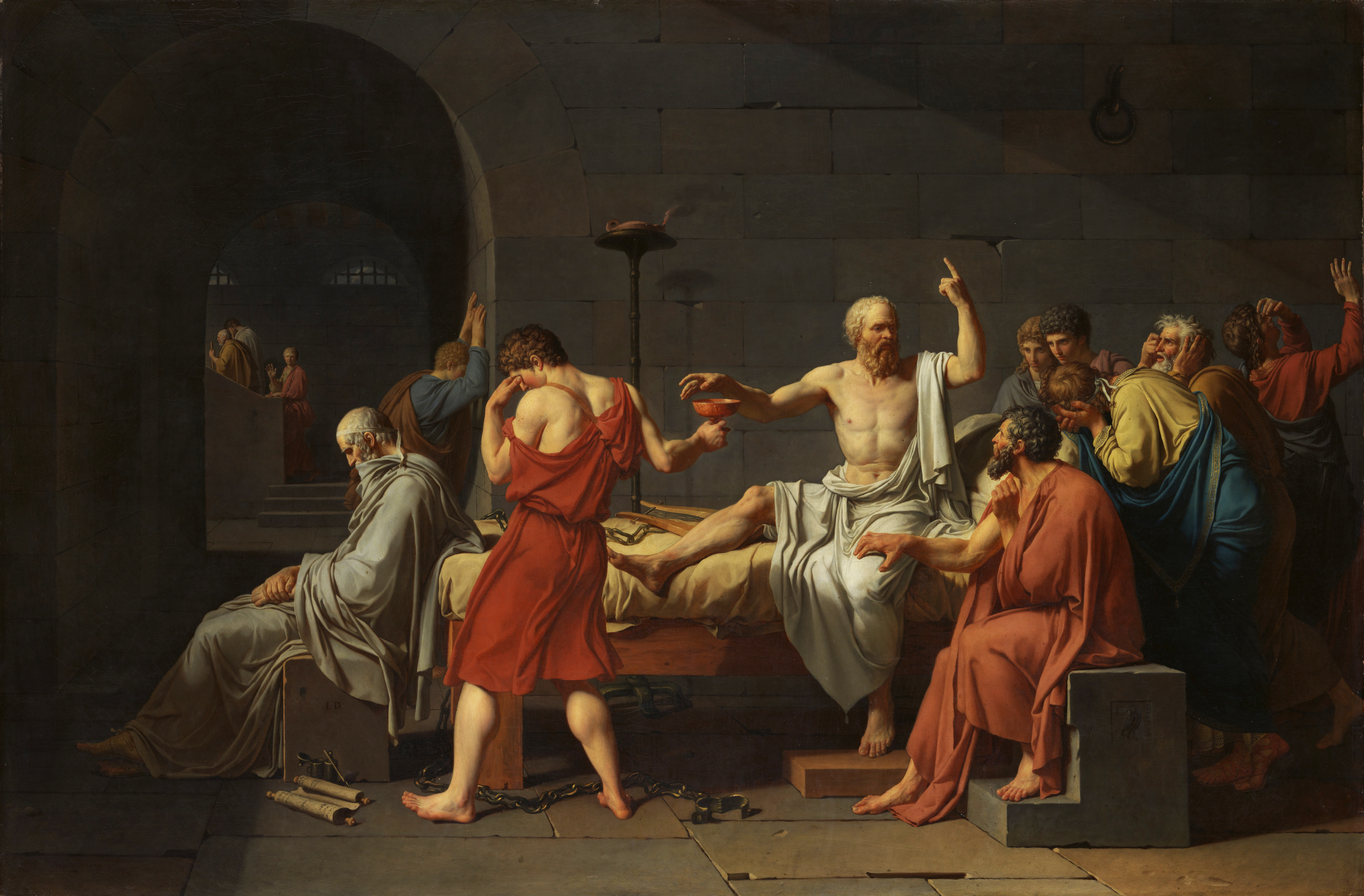
Jacques-Louis David, La mort de Socrate (1787).

Chez Homère ou Hérodote, le terme anarkhia apparaît d'abord pour désigner une situation dans laquelle un groupe armé, ou une armée, se retrouve sans chef. En -467, dans Les Sept contre Thèbes, l'auteur de tragédie Eschyle utilise pour la première fois le mot ἀναρχία / anarkhía dans le sens de « désobéissance, anarchie ». Dans cette pièce, Antigone refuse d'obéir aux ordres de la cité pour donner une sépulture au cadavre de son frère condamné à être « livré aux chiens  » : « Il ne m'est point honteux d'ensevelir mon frère et d'enfreindre en ceci la volonté de la Ville. »
Selon l'historien Xénophon, dans les Helléniques, l'année -404 est nommée  l'« Anarchie » par les Athéniens. Après la défaite d'Athènes lors de la guerre du Péloponnèse, Sparte impose à la ville un gouvernement oligarchique composé de trente magistrats, les tyrans. Contrairement à la coutume alors en usage à Athènes, les athéniens refusent de faire honneur à Pythodoros, archonte élu par les oligarques, en donnant son nom à l'année en cours.
Les philosophes Socrate et Platon utilisent le terme sous une forme négative en l'associant à une forme corrompue du régime démocratique. Dans La République, Platon dénonce nettement la démocratie accusée d'entraîner la confusion des gouvernants et des gouvernés et de mener à la tyrannie. Platon dresse un tableau horrible de l'anarchie générée par la démocratie : fin des hiérarchies, conflit de générations, des hommes et des femmes, sauvagerie et excès de toutes sortes.

### Introduction du mot en français

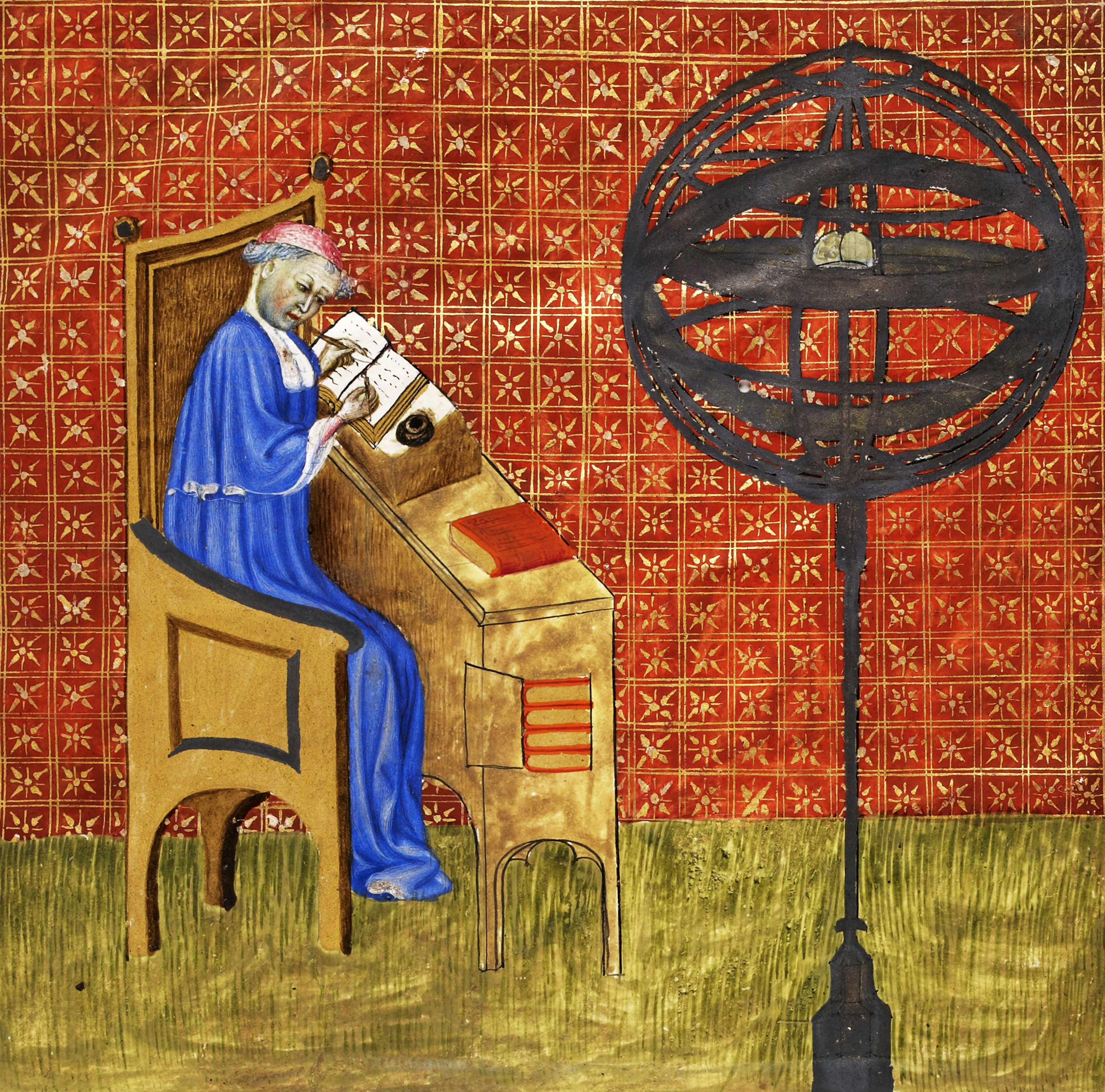
Nicole Oresme (miniature).

Le terme anarchie apparait en français au Moyen Âge avec la traduction des œuvres d'Aristote par Nicole Oresme (1320-1382) à la demande du roi Charles V (1364-1380). Traduites non du grec mais à partir des versions latines de Robert de Lincoln (1175-1253), Guillaume de Moerbeke (1215-1286) et de Durand d'Auvergne elles sont accompagnées d'un glossaire placé en exergue des textes soumis au roi et destiné à faciliter la compréhension des œuvres aristotéliciennes.  Ces traductions donneront à la langue française quelques-unes des bases de son vocabulaire politique, dont démocratie, oligarchie, tyrannie, monarchie, aristocratie, etc. Au total, selon Robert Taylor, Nicole Oresme introduit 450 mots nouveaux dans la langue française, dont la première définition en français du mot anarchie :
« Anarchie est quant l'on franschit aucuns serfs et met en grans offices »
Peu utilisé entre le XIVe et le XVIIe siècle, le mot entre dans le Dictionnaire de l'Académie française en 1694. Associé d'emblée à la démocratie, l'Académie française confirme sa définition dans les mêmes termes un siècle plus tard dans son édition de 1798.
« Estat déréglé, sans chef et sans aucune forme de gouvernement. La démocratie pure dégénère facilement en Anarchie »
Denis Diderot, dans l’Encyclopédie ou Dictionnaire raisonné des sciences, des arts et des métiers (1751) complète cette définition, en la précisant et en supprimant toute référence au terme démocratie :
« C'est un désordre dans un État, qui consiste en ce que personne n'y a assez d'autorité pour commander et faire respecter les lois et que par conséquent le peuple se conduit comme il veut, sans subordination et sans police. Ce mot est composé de a privatif et de arche, Commandement. On peut affirmer que tout gouvernement en général tend au despotisme ou à l'anarchie. »
Utilisé par Jacques-Bénigne Bossuet ou Voltaire,, son emploi devient plus courant avec la Révolution française, particulièrement pendant la Terreur. Mirabeau, Pierre Victurnien Vergniaud, Madame de Staël, Pierre-Paul Royer-Collard, l'emploient fréquemment. Les « Enragés », à l'exemple de Jacques Roux, seront accusés d'inciter le peuple « à proscrire toute espèce de gouvernement » et de développer « les principes monstrueux de l'anarchie ». Utilisé par tous, contre tous, le mot n'a alors qu'une valeur affective et injurieuse.
Le « retournement positif » du terme anarchie apparaît en Allemagne dans l’Encyclopédie universelle (Allgemeine Encyclopädie der Wissenschaften und Künste) publiée à Leipzig en 1818 par Johann Samuel Ersch et Johann Gottfried Gruber. L'article « Anarchie » écrit par Karl Wenzeslaus Rodecker von Rotteck met alors l'accent sur :
« Une forme spécifique de rapport entre les hommes qui ont conclu un pacte civique d'association, mais sans aucune clause d'asservissement ; de ce fait ils bénéficient de la pleine liberté et de la reconnaissance mutuelle, sans aucune violence sociale, mais uniquement par la force de la décision unanime devenue égale. »
Toutefois, c'est en 1840 que le théoricien socialiste Pierre-Joseph Proudhon, dans son livre Qu'est-ce que la propriété ?, opère une véritable rupture sémantique avec l'usage péjoratif en vogue depuis la révolution de 1789. Proudhon se déclare « anarchiste » et assure que « la société cherche l'ordre dans l'anarchie ». Pour autant, il continue, dans l'ensemble de  son œuvre, à utiliser son acception négative, comprise comme « chaos », ambivalence conforme à sa « dialectique des contraires » selon laquelle une société juste et digne surgira de la liberté maximale, et non de l'autorité.
Il n'existe pourtant, à l'époque de Proudhon, aucun « mouvement anarchiste ». Il faudra attendre les débats opposants autoritaires et anti-autoritaires au sein de l'Association internationale des travailleurs (1864-1872), la création de la Fédération jurassienne (1871) et le Congrès de Saint-Imier (1872) pour voir apparaître les premiers groupes déclarés anarchistes entre 1876 et 1877 ».